# 宋文薰
宋文薰（1924年5月14日—2016年4月27日），台灣考古學家，新竹縣竹東鎮人，為中央研究院院士，國立臺灣大學人類學系名譽教授，對於臺灣舊石器時代及臺灣史前文化層序的研究有重大貢獻。

## 生平
出身客家人家庭。父親宋祖平是任職於臺灣總督府的建築師，並於台北執業，因此宋文薰出生後長年居於臺北市，其弟為九州產業大學榮譽教授宋正宏。1943年前往日本就讀明治大學預科，1945年返回臺灣後曾經向國分直一學習考古學。1951年畢業於國立臺灣大學歷史學系，並留校擔任人類學系助教。在考古人類學系擔任助教期間，宋文薰受到李濟、石璋如、高去尋等幾位中國考古學家之教導，成為第一位台灣的考古學家，並自1957年起正式於國立台灣大學考古人類學系開設課程，至1994年自人類學系退休後擔任名譽教授，中央研究院歷史語言研究所通訊研究人員。
1954年與張光直一起提出台灣中西部文化層序系統，並推動碳十四定年法的運用。1963年起與美國耶魯大學張光直合作，帶領台大考古人類學系共同進行一系列臺灣史前考古發掘，地點包含了鳳鼻頭與大坌坑遺址。
1968年，與地質學家林朝棨共組考古隊，在長濱八仙洞發現台灣第一個舊石器時代文化遺址，後續經李濟依其發掘地命名為長濱文化。
1971年宋文薰於蒐藏家郭德鈴的藏品中發現了一片人頭骨化石，並依其發現地命名為「左鎮人」。
1974年宋文薰年開始擔任中央研究院歷史語言研究所的兼任研究員。
1980年南迴鐵路台東新站進行興建工程，工程範圍包括日治時期鳥居龍藏發現的卑南遺址。隨著工程進展，發現許多古文物，台東縣政府委託宋文薰進行考古發掘。宋文薰的考古成果，促成國立臺灣史前文化博物館的建立。

## 榮譽與獎項
- 1988年中央研究院院士[6]
- 1994年臺東縣榮譽縣民[6]
- 2012年第2屆國家文化資產保存獎終身成就獎[6]
- 2016年4月27日頒布榮獲旭日中綬章[7][8]

## 外部連結
- 國立臺灣大學人類學系介紹（页面存档备份，存于）
- 中央研究院歷史語言研究所介紹（页面存档备份，存于）
- 臺灣大百科全書介紹（页面存档备份，存于）